# 브론즈 (음악 그룹)
브론즈는 1999년에 데뷔한 대한민국의 음악 그룹이다.

## 음반
- The First Days Of Bronz (1999)